# Jesse Turkulainen
Jesse Turkulainen, född 17 april 1990 i Stockholm, är en finsk/svensk ishockeyspelare. Moderklubben är Norsborgs IF och som junior spelade han 2005-2008 för Huddinge IK och Södertälje SK. Till säsongen 2008/2009 spelade han i Tappara, Tammerfors som junior men också i FM-ligan – totalt 60 matcher spridda över tre säsonger. Efter hans tid i Tappara spelade han en säsong i Trångsund division 2 där det blev många poäng men även många utvisningsminuter. Därefter avslutande han karriären i Haninge HF. Turkulainen spelade även 26 ungdomslandskamper med Finlands juniorlandslag.